# Cañaveruelas
Cañaveruelas település Spanyolországban, Cuenca tartományban. Cañaveruelas Alcocer, Alcohujate, Sacedón, Villalba del Rey és Castejón, Cuenca községekkel határos. Lakosainak száma 118 fő (2024).

## Népesség
A település népessége az utóbbi években az alábbiak szerint változott:
| Lakosok száma | 233  | 201  | 174  | 186  | 179  | 160  | 143  | 132  | 130  | 118  |
|               | 2001 | 2004 | 2006 | 2009 | 2011 | 2014 | 2016 | 2019 | 2021 | 2024 |